# The Sun Comes Out World Tour
The Sun Comes Out World Tour  (cunoscut în țările hispanice ca Sale el sol tour; cunoscut și ca Shakira: Live in Concert; ro: Turneul „Iese Soarele”) este un turneu, al cincilea mondial, susținut de către cântăreața columbiană Shakira. Turneul a început pe 16 septembrie 2010, cu un concert la Montreal, Canada și se va încheia la mai bine de un an, pe 30 septembrie 2011, în Rio de Janeiro, Brazilia. În cadrul acestui turneu, Shakira revine pentru a doua oară in România și pentru prima dată la București, pe 7 mai 2011. Turneul se desfășoară pe cinci continente ale Lumii (nu a ajuns în Australia) și are un total de 100 de concerte programate. Albumele promovate sunt „She Wolf” (2009) și albumul principal „Sale El Sol” (2010). În America de Sud, turneul este promovat ca The Shakira Pop Festival. În 2010 exclusiv, Shakira a adunat peste $16,000,000 în concertele din America de Nord, anunța Pollstar.

## Detalii
În noiembrie 2009, Shakira a anunțat că va crea un concurs pentru a descoperi artiști și trupe debutante talentate, mai ales din orașul ei natal, Baranquilla, Columbia. La început, se credea că turneul va promova discul „She Wolf”, dar cum nu au apărut informații concrete până în mai 2010, s-a crezut că turneul va urma după lansarea noului album. În mai au apărut câteva date de concert în Statele Unite. Shakira descria turneul ca fiind „Foarte energic și interactiv”.
La început, turneul a fost plănuit sub numele de Tour of Earthly Delights (Turneul Plăcerilor Pământene), dar apoi acest zvon a fost deconfirmat. Numele adevărat avea să fie The Sun Comes Out (traducerea în engleză a titlului ultimului album Shakira - „Sale el sol”).
Turneul a început cu o repetiție generală, urmată de concertul de deschidere de la Montreal, Canada, la 16 septembrie 2010. În restul lunii septembrie și în octombrie 2010 prin Statele Unite. În noiembrie și decembrie, Shakira a concertat în Europa occidentală. În luna martie 2011, Shakira a început secțiunea The Pop Festival, a cărei vedetă principală va fi, prin America de Sud. Revista Billboard a clasat acest festival ca al doilea cel mai meritoriu din 2011, după turneul X Factor. A fost urmat de turneul lui Lady Gaga, The Monster Ball Tour. În luna mai Shakira revine în Europa, de data asta se axează pe țările din Europa de Est (România, Rusia, Serbia sau Ungaria). Turneul va lua sfârșit la Rio de Janeiro, Brazilia. Concertul de la 30 septembrie va fi o parte a festivalului Rock in Rio.
Trei fani au sărit pe scenă în cadrul turneului; Pe toți Shakira i-a îmbrățișat călduros înainte de a fi luați de bodyguarzi. După concertul din Anaheim, California, Shakira a dat o reprezentație ad-hoc în parcarea Honda Center. Existau zvonuri potrivit cărora Shakirei i-sa furat un inel în timpul unui concert din Mexico City.

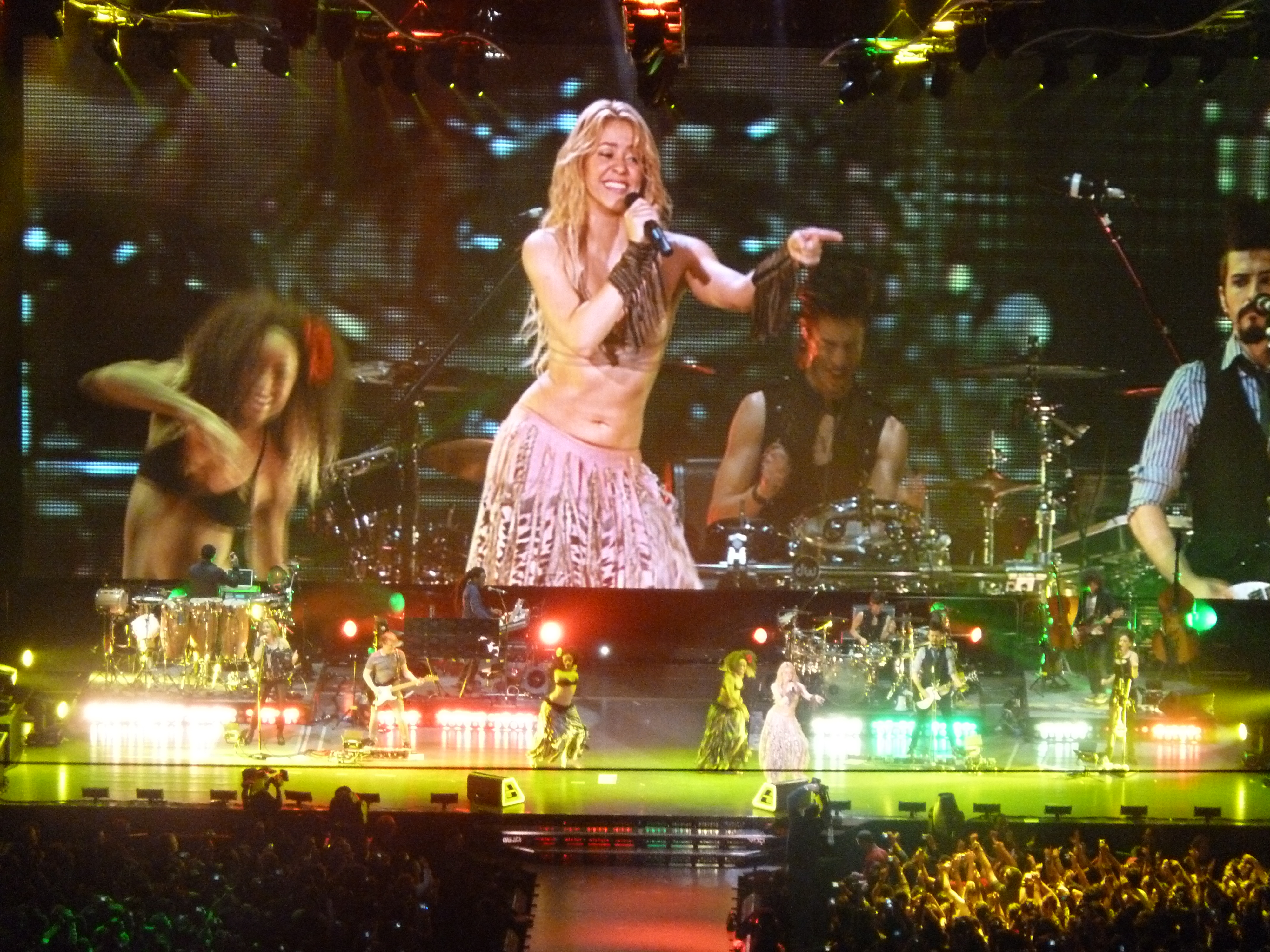
Shakira - „Waka Waka”

## Recenzii
T'Cha Dunlevy (The Montreal Gazette)a lăudat prestația columbiencei, menționând că aceasta se simte foarte bine pe scenă. Participând la repetiții, a spus că energia pe care o emană Shakira e contagioasă.
Jon Pareles (New York Times) a spus că Shakira știe cum să distreze audiența, după ce a participat la concertul de la Madison Square Garden.
Toți critcii muzicali care au participat la concertele divei din acest turneu s-au arătat satisfăcuți.

## Shakira în România

Afișul oficial Shakira: The Sun Comes Out București

La data de 22 februarie 2011, agenția de știri Mediafax anunța că Shakira va concerta în România în luna mai. Seara, Shakira a postat pe peretele Facebookului ei că va ajunge și în România cu The Sun Comes Out. Știrea a fost confirmată și de ziarul Adevărul, data concertului urmând să fie 7 mai 2011. Știrea a fost preluată     și de posturile de televiziune, Pro TV anunțând locația evenimentului: Piața Constituției. Ulterior au fost comunicate secțiunile și prețurile aferente;
- Golden VIP - 380 de lei (loc pe scaun)
- VIP - 280 lei
- Gazon A - 180 de lei
- Gazon B - 120 de lei

A fost creat un poster promoțional pentru concertul din mai, asemănător cu cel oficial internațional. Bilete s-au pus în vânzare vineri, 25 februarie 2011 prin rețeaua de magazine Diverta. În cele din urmă, a fost anunțat că posturile Kiss TV, Kiss FM și Prima TV. Afișul promoțional pentru concertul din România a fost dezvăluit tot de acel trust media, care a conceput și o reclamă pentru concert.
S-au mai adăugat unele categorii de preț: Shakira Hot Seat și Shakira Early Entrance, ce ajung până la 12.000 lei.
Pentru a promova concertul, posturile radio și TV din România au început să difuzeze piesa „Loca” mult mai intens, ajungând pe locul întâi în Fresh Top 40 pentru cinci săptămâni și chiar și în Romanian Top 100. Între timp, posterele cu Shakira Live la București au fost răspândite peste tot prin capitală, cât și prin România și chiar Bulgaria și Moldova.